# Lista de visitas de Estado recebidas por Carlos III do Reino Unido
Este artigo lista as visitas de Estado recebidas por Carlos III do Reino Unido ao longo de seu reinado. O Soberano britânico possui o papel cerimonial de representar as relações diplomáticas e interesses externos do Reino Unido e de seus cidadãos ao redor do globo. Desta forma, recai sobre o monarca o papel de formalizar os contatos diplomáticos britânicos com outras nações, incluindo o recebimento de cartas credenciais de embaixadores estrangeiros, nomeação de embaixadores e funcionários consulares britânicos e a eventual participação em reuniões de cúpula ou fóruns internacionais. A maioria dos papéis cerimoniais do monarca com relação à diplomacia britânica, no entanto, são conduzidos em contato direto com o Primeiro-ministro que exerce o governo britânico em seu nome.
Desde sua ascensão ao trono em 8 de setembro de 2022, Carlos III recebeu quatro chefes de Estado de quatro nações diferentes, sendo estes três líderes de regimes republicanos e um monarca.

## Visitas por país

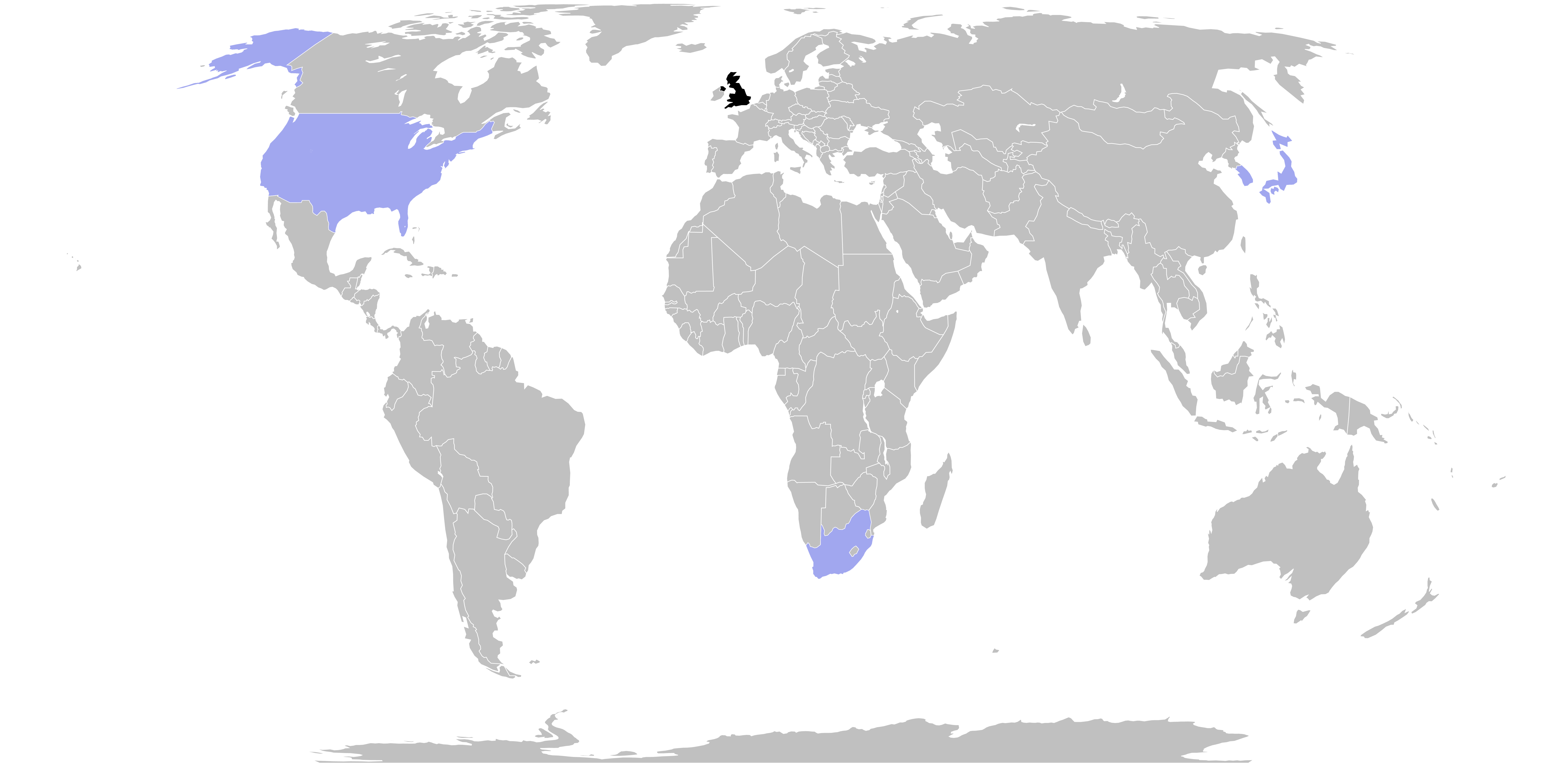
Países recebidos em caráter oficial por Carlos III do Reino Unido até julho de 2024.

| Número de visitas | País                                             |
| ----------------- | ------------------------------------------------ |
| 1 visita          | África do Sul Coreia do Sul Estados Unidos Japão |

## 2022
| Data              | Local      | Mandatário      | País          | Detalhes |
| ----------------- | ---------- | --------------- | ------------- | --- |
| 22—23 de novembro | Buckingham | Cyril Ramaphosa | África do Sul | O Presidente sul-africano Cyril Ramaphosa foi o primeiro líder estrangeiro recebido com honras de Estado por Carlos III desde sua ascensão. A visita precoce de Ramaphosa foi vista pela imprensa internacional como um sinal positivo do crescente interesse britânico em expandir e consolidar suas relações com as nações do continente africano, bem como consolidar seus contatos com o Sul global. Em 22 de novembro, Ramaphosa foi recebido por Carlos III e Rainha Camila no Palácio de Buckingham, onde tradicionalmente assistiu ao desfile de tropas da Household Cavalry ao lado de outros membros da família real e contemplou uma exposição de obras da Royal Collection. No dia seguinte, Ramaphosa compareceu à Abadia de Westminster, prestou homenagem à Tumba do Soldado Desconhecido e visitou o monumento a Nelson Mandela na Praça do Parlamento. No Parlamento britânico, Ramaphosa discursou defendendo "maior cooperação entre os países membros da Commonwealth" nas áreas de cultura, educação e contenção das mudanças climáticas. No banquete de Estado oferecido ao presidente sul-africano, Carlos III discursou sobre o papel histórico da África do Sul como um dos países mais desenvolvidos do continente e afirmou que o povo sul-africano "faz parte de sua vida" ao relembrar a histórica visita de Isabel II em 1947. |

## 2023
| Data              | Local      | Mandatário    | País           | Detalhes |
| ----------------- | ---------- | ------------- | -------------- | --- |
| 10 de julho       | Windsor    | Joe Biden     | Estados Unidos | Joe Biden foi recebido com honras de Estado por Carlos III em 10 de julho, sendo esta a primeira ocasião em que os dois líderes reuniram-se pessoalmente desde a coroação do monarca. Após aterrissar a bordo de seu Marine One acompanhado da Primeira-dama Jill Biden, Biden foi saudado por tropas dos Welsh Guards no Castelo de Windsor, residência de veraneio da família real britânica, e visitou um acervo da Royal Collection acompanhado do monarca e da Rainha Camila. Posteriormente, ambos os líderes reuniram-se com representantes do setor de energia renovável e o Enviado Especial para Assuntos Climáticos John Kerry para discutir temas de cooperação energética e financiamento de indústrias de energia sustentável. Em reunião privada, os dois líderes debateram também a influência da China sobre o sul global e a Guerra Russo-Ucraniana. |
| 21—23 de novembro | Buckingham | Yoon Suk-yeol | Coreia do Sul  | [ 25 ] [ 26 ] [ 27 ] |